# Schistonoea fulvidella
Schistonoea fulvidella is een vlinder uit de familie Schistonoeidae. De wetenschappelijke naam van de soort is voor het eerst geldig gepubliceerd in 1897 door Thomas de Grey Walsingham.